# Anadolu Efes Spor Kulübü
Anadolu Efes Spor Kulübü (antigament Kadıköyspor, Efes Pilsen Kadıköyspor, i Efes Pilsen Spor Kulübü) és un club d'esports, especialment conegut pel basquetbol, de la vila de Kadıköy, Istanbul, Turquia. El nom del club és degut al patrocini de l'empresa cervesera Anadolu Efes. La temporada 2020-2021 participa en la lliga turca i en l'Eurolliga.

## Història

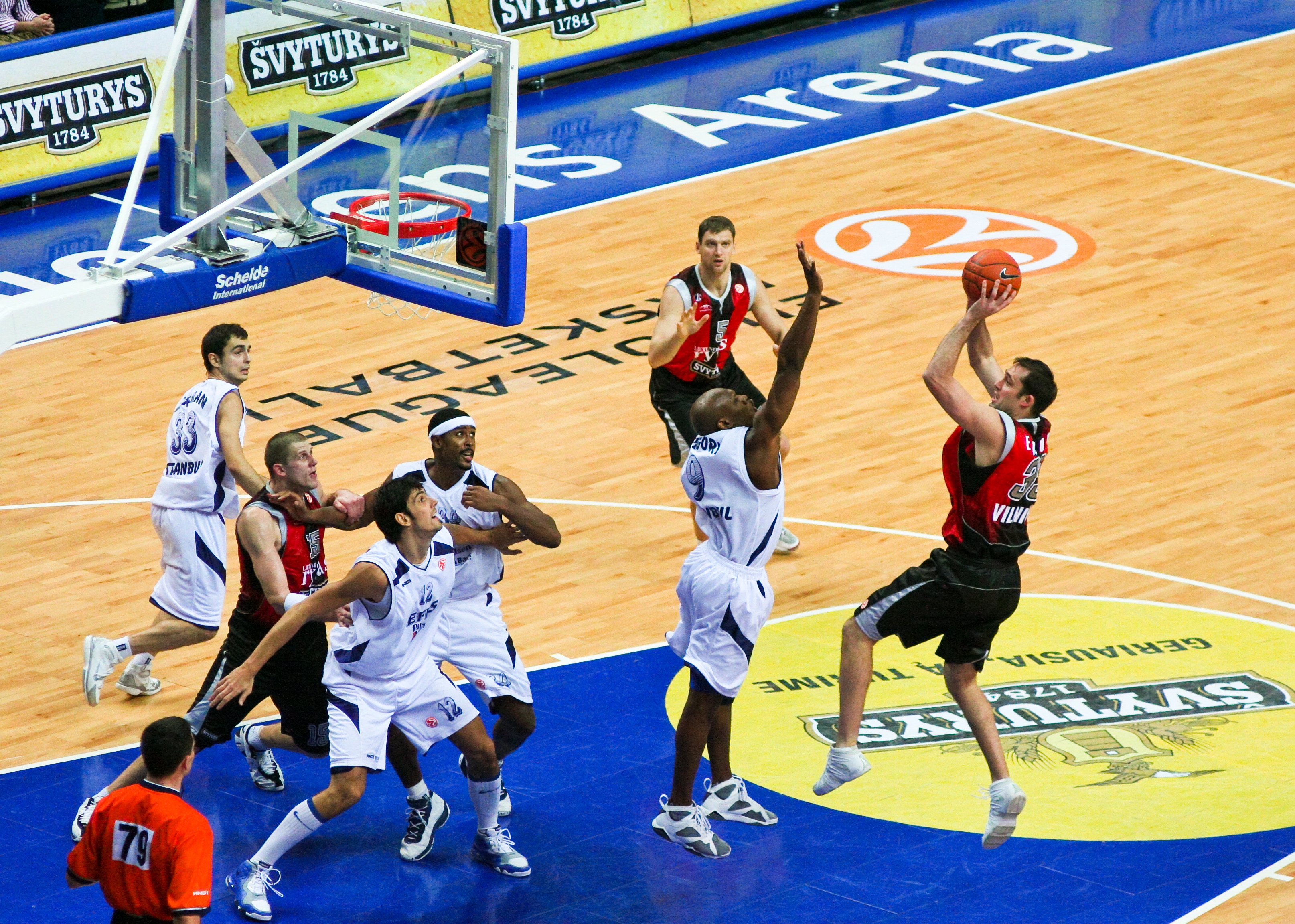
Partit d'Eurolliga contra el BC Lietuvos Rytas a Vílnius

Fou el primer club turc en guanyar una competició europea, la Copa Korac de l'any 1996.
El club va ser fundat l'any 1976 mitjançant la compra d'un club de segona divisió amb problemes econòmics anomenat Kadıköyspor. L'any 1978 guanyà el campionat de segona divisió i assolí l'ascens a primera. Aquesta primera temporada a la màxima categoria l'Efes guanyà el títol turc.
Des del 2017 l'equip juga al Sinan Erdem Dome. Abans ho havia fet al Abdi İpekçi Arena.
La temporada 2020-2021 l'Anadolu Efes es va proclamar campió de l'Eurolliga de bàsquet. En la final va guanyar al Barça amb un marcador de 86 a 81.

## Anadolu Efes contra equips NBA
El 2006, l'Efes Pilsen es va convertir en el primer club turc de bàsquet que va ser convidat a jugar contra equips NBA. Van jugar contra Denver Nuggets a Denver l'11 d'octubre, i contra Golden State Warriors a Oakland el 13 d'octubre. El 2007, Efes Pilsen jugà contra Minnesota Timberwolves a Istanbul en l'Abdi İpekçi Arena.

## Palmarès
- Eurolliga
  - Campions (1): 2020-21
  - Finalistes (1): 2018–19
- Copa Korac
  - Campions (1): 1995–96
- Copa d'Europa de la FIBA
  - Finalistes (1): 1992-93
- Lliga turca de bàsquet
  - Campions (14): 1978–79, 1982–83, 1983–84, 1991–92, 1992–93, 1993–94, 1995–96, 1996–97, 2001–02, 2002–03, 2003–04, 2004–05, 2008–09, 2018–19
  - Finalistes (11): 1985–86, 1997–98, 1998–99, 1999–00, 2000–01, 2005–06, 2006–07, 2009–10, 2011–12, 2014–15, 2015–16
- Copa turca de bàsquet
  - Campions (11): 1993–94, 1995–96, 1996–97, 1997–98, 2000–01, 2001–02, 2005–06, 2006–07, 2008–09, 2014–15, 2018
  - Finalistes (3): 2003–04, 2013–14, 2017
- Copa presidencial turca de bàsquet
  - Campions (7): 1986, 1992, 1993, 1996, 1998, 2000, 2006, 2009, 2010, 2015, 2018, 2019
  - Finalistes (11): 1994, 1997, 1999, 2001, 2002, 2003, 2004, 2005, 2007, 2012, 2016

## Jugadors destacats
| - Hidayet Türkoğlu - Mehmet Okur - Mirsad Türkcan - İbrahim Kutluay - Hüseyin Beşok - Kaya Peker - Ufuk Sarıca - Tamer Oyguç - Murat Evliyaoğlu - Volkan Aydın - Alper Yılmaz - Kerem Tunçeri - Ömer Onan - Taner Korucu | - Asım Pars - Nedim Dal - Ermal Kurtoğlu - Kerem Gönlüm - Mustafa Abi - Cenk Akyol - Conrad McRae - Larry Richard - Marcus Brown - Trajan Langdon - Willie Solomon - Antonio Granger - Scott Roth - Anthony Mason | - Marcus Haislip - Chris Corchiani - Brian Howard - Rod Sellers - Reggie Cross - Henry Domercant - Derrick Alston - Rickie Winslow - Kenny Green - Marc Jackson - Charles Smith - Horace Jenkins - Mark Pope - Laron Profit | - Joe Ira Clark - Petar Naumoski - Kaspars Kambala - Damir Mulaomerović - Marko Popović - Nikola Prkačin - Zoran Savić - Goran Nikolić - Dušan Kecman - Vasili Karasev - Saulius Stombergas - Predrag Drobnjak - Vlado Šćepanović - Jurica Golemac |